# Fila Mišur
Fila Mišur - Seka (Metković, 25. veljače 1931. – Auckland, 8. ožujka 2012.) bila je hrvatska pjesnikinja iz Metkovića. Zbog teme njezinih pjesama poznata je i kao Mare Neretvanka.
Rođena je u naselju Momići pokraj Metkovića djevojačkog prezimena Brljević. Srednju brodograđevnu školu završila je u Rijeci nakon čega se vratila u Metković. Pjesme je počela pisati još u srednjoj školi, ali knjige objavljuje tek krajem 1990-ih. Izdala je četiri zbirke pjesama: Neretva i Jadran (1999.), Šarenilo života (1999.), Zlatna dolina (2000.), Mladosti, naša radosti (2001.) i Čovik i more (2001.) te knjigu humoreski Kruv naš svagdašnji (2003.). Pjesme su joj domoljubne, lokalpatriotske i socijalne tematike. Neke su i uglazbljene kao "Mate iz Komina", "Neretve san dite ja" i "Propivala moja Mare".
Na 22. Festivalu dalmatinskih klapa u Omišu pjesma "Moja Mare" (Propivala moja Mare) s njezinim tekstom u izvedbi klape Kamen osvojila je 3. mjesto stručnog žirija.